# Мота ди Ливенца
Мо̀та ди Ливѐнца (на италиански: Motta di Livenza; на венециански: Mota, Мота) е град и община в Северна Италия, провинция Тревизо, регион Венето. Разположен е на 9 m надморска височина. Населението на общината е 10 920 души (към 2014 г.).